# Нигде
Нигде (на турски: Niğde, на турски се произнася Нииде) е град и административен център на вилает Нигде в Централна Турция. Населението му е 78 088 жители (2000 г.). Разположен е на 1300 метра н.в. в близост до град Аксарай. Пощенският му код е 51xxx, а телефонният 0388.